# Halcsontfarkú réceformák

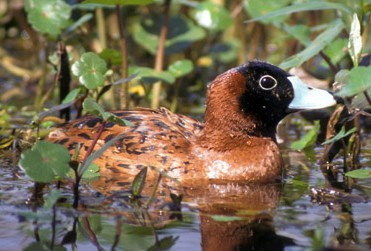
A feketearcú réce (Nomonyx dominica) Dél-Amerikában élő faj

A halcsontfarkú réceformák (Oxyurinae) a madarak osztályának lúdalakúak (Anseriformes) rendjébe récefélék (Anatidae) családja tartozó alcsalád.
A csoport pontos rendszertani helye nem teljesen tisztázott. Korábban önálló nemzetségként (Oxyurini) a réceformák alcsaládjában (Anatinae) sorolták. Azoktól sok tulajdonságban annyira eltérnek, hogy a tudósok többsége már egy különálló alcsaládként kezeli őket a réceféléken belül.

## Rendszerezésük
A alcsaládba az nemek és fajok tartoznak.
- Nomonyx (Ridgway, 1880) – feketearcú récék, 1 faj
  - feketearcú réce (Nomonyx dominica)

- Oxyura (Bonaparte, 1828) – halcsontfarkú récék, 6 faj
  - halcsontfarkú réce (Oxyura jamaicensis)
  - szálkás réce (Oxyura australis)
  - kékcsőrű réce (Oxyura leucocephala)
  - csuklyás réce (Oxyura maccoa)
  - argentin kékcsőrű réce (Oxyura vittata)
  - andoki kékcsőrű réce (Oxyura ferruginea)

- Heteronetta (Salvadori, 1865) – kakukkrécék, 1 faj.
  - kakukkréce (Heteronetta atricapilla)

Egy további faj, az Oxyura vantetsi csak csontmaradványok alapján ismert. Csontjait 1967-ben találták meg Új-Zéland északi szigetén, a Poukawa-tó mentén. A csontok beazonosítása – sok téves besorolás után – 2005-re fejeződött be. Végül kiderült, hogy a szálkás réce legközelebbi rokonfaja volt, attól valamivel kisebb méretével különbözött. A faj feltehetőleg a 16. század elején, a maorik megtelepedését követően halt ki.
A régebbi rendszerek többnyire ide sorolták a lebernyeges récét (Biziura lobata) is, de erről a fajról kiderült, hogy csak a hasonló életmód vált hasonlóvá a halcsontfarkú récékhez, azoknak nem közeli rokona. E faj pontos helye a récefélék családján belül ma sem ismert.

## Megjelenésük

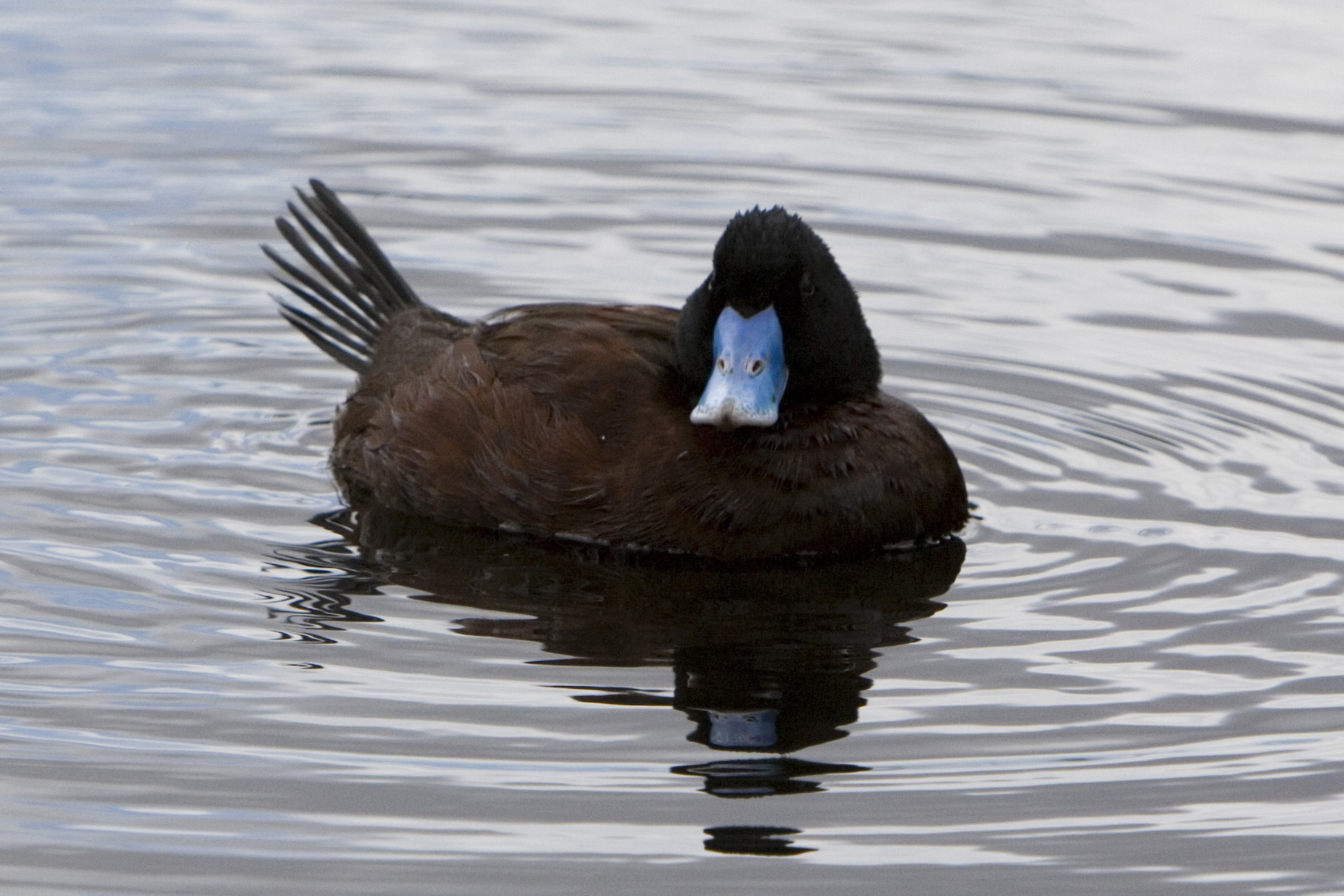
A szálkás réce (Oxyura australis) hímjénél jól megfigyelhető a halcsontfarkú récék néhány jellemző tulajdonsága, mint a merev tollakból álló farok és a húsos csőr.

Az összes réceféle közül, a halcsontfarkú récék alkalmazkodtak legjobban a vízen való életmódhoz. Lábaik annyira hátul helyezkednek el a testükön, hogy bár a vízben kiváló haladást biztosítanak, e fajok a szárazföldön nagyon esetlenek, sokkal ügyetlenebbül mozognak, mint más récék.
Farkuk - mely a többi récénél rövid és felkunkorodó - hosszú, hegyes végű tollakból áll. Ezt mereven fel tudják állítani. Ha a felmeresztett farkot szétnyitják az emlékeztet a régebbi korok halcsonttal merevített legyezőire. Nevüket is innen kapták.
Merev farkukat a bukás során használják kormányzásra. Emiatt a tollak nagy megterhelésnek vannak kitéve és a récék egy év alatt kétszer is lecserélhetik őket.
Csőrük is különbözik a réceformák alcsaládjába sorolt fajokétól. Csőrük a tövénél széles és magas és előrefelé cipőformára hasonlítóan húsos. Az Oxyura fajok csőre - főleg a hímeké - élénk kék.
Mindezen tulajdonságok hiányoznak a kakukkrécéről, így e faj jelenti az összekötő kapcsot a réceformák felé.
A többi récéhez hasonlóan a szaporodási időszakban kifejezett ivari dimorfizmus figyelhető meg valamennyi fajnál. A hím tollazat feltűnőbb ilyenkor, mint a tojóké. A szaporodási időszak után a hím nyugalmi tollazatot ölt, mely emlékeztet a tojók tollazatára. A hímek nyugalmi tollazata az évnek sokkal nagyobb részében van jelen a hímeknél, mint a többi récénél.

## Elterjedésük, élőhelyük

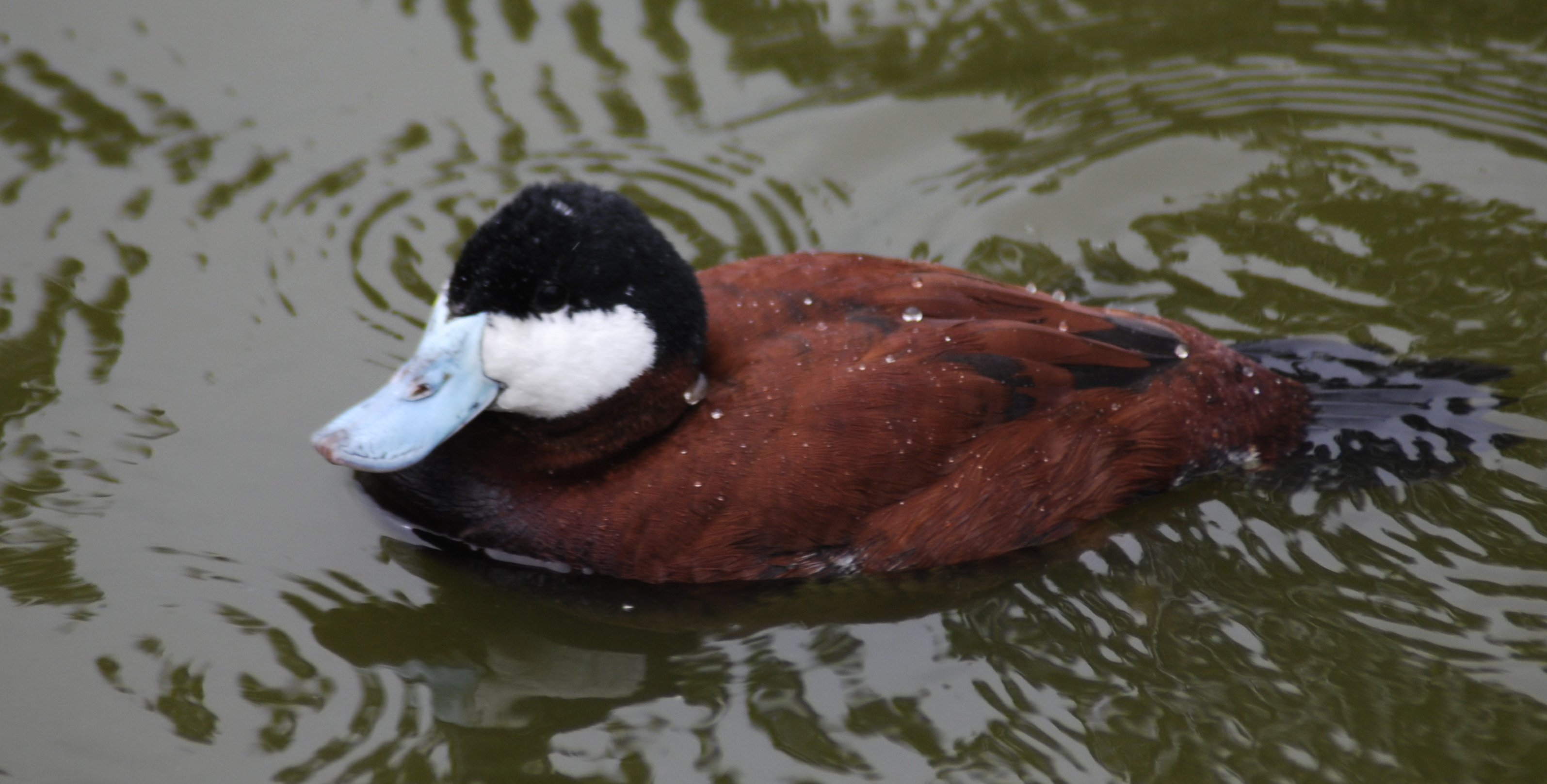
A halcsontfarkú réce (Oxyura jamaicensis) egyike a leggyakoribb fajoknak az alcsaládból

Az Antarktisz kivételével minden kontinensen élnek képviselőik. Eurázsia és Afrika viszonylag kis területén fordulnak elő. Eurázsiában és Afrika északi részén a kékcsőrű réce (Oxyura leucocephala) él, míg Afrika Szaharától délre eső területein a csuklyás réce (Oxyura maccoa). Ausztráliában is csak egy fajuk él, a szálkás réce (Oxyura australis).
Az két amerikai kontinensen, azonban szélesebb körben és nagyobb fajszámban terjedtek el. Észak-Amerikában a halcsontfarkú réce (Oxyura jamaicensis) széles körben elterjedt faj, de ez a faj előfordul Dél-Amerika északi részén is.
Dél-Amerikában éri el az alcsaládnak a legnagyobb fajszámot. A halcsontfarkú récén kívül itt előfordul az argentin kékcsőrű réce (Oxyura vittata) és az andoki kékcsőrű réce (Oxyura ferruginea) is, továbbá az Oxyura fajok testvérfaja, a feketearcú réce (Nomonyx dominica) is.
Erősen vízhez alkalmazkodott récék, mindegyik faj vizek közelében, folyókon, tavakon él. Néhány fajuk brakkvizeken, sőt tengerpartokon is előfordul.

## Életmódjuk
Táplálkozási szokásaikban alig különböznek a bukórécéktől. Kiválóan bukó fajok, táplálékukat a vizek alját borító iszapból válogatják ki. Növényi és állati táplálékot egyaránt fogyasztanak, de elsősorban állati eredetű eleséget fogyasztanak, főleg szúnyoglárvákat és egyéb vízirovarokat és rákokat.
Életmódjuk többi vonatkozásában olyanok, mint a réceformák alcsaládjába sorolt fajok. Monogám párkapcsolatban élnek, kivéve a csuklyás récét, mely poligám.
Szaporodási szokásaik is nagyon hasonlítanak a többi récére, kivéve a kakukkrécét, mely az egyetlen valódi fészekparazita faj a récefélék családjában.

## Fordítás
- Ez a szócikk részben vagy egészben a Ruderenten című német Wikipédia-szócikk ezen változatának fordításán alapul.  Az eredeti cikk szerkesztőit annak laptörténete sorolja fel. Ez a jelzés csupán a megfogalmazás eredetét és a szerzői jogokat jelzi, nem szolgál a cikkben szereplő információk forrásmegjelöléseként.